# 伐氏小公魚
伐氏小公魚（学名：Anchoviella vaillanti）為輻鰭魚綱鲱形目鳀科的其中一種，分布於南美洲巴西舊金山河流域，本魚體延長而側扁，吻略小於眼徑，臀鰭適中，體側有一銀色條紋，臀鰭軟條17-22條，體長可達6.8公分，喜群游，棲息在河川中游，以浮游生物為食。

## 擴展閱讀
維基物種上的相關：伐氏小公魚